# Juzet-de-Luchon
Juzet-de-Luchon är en kommun i departementet Haute-Garonne i regionen Occitanien i södra Frankrike. Kommunen ligger i kantonen Bagnères-de-Luchon som tillhör arrondissementet Saint-Gaudens. År 2022 hade Juzet-de-Luchon 372 invånare.

## Befolkningsutveckling
Antalet invånare i kommunen Juzet-de-Luchon
Referens:INSEE